# 长柄过路黄
长柄过路黄（学名：Lysimachia esquirolii）是报春花科珍珠菜属的植物。分布在中国大陆的贵州等地，生长于海拔700米至800米的地区，见于山坡林下，目前尚未由人工引种栽培。